# Louisa May Alcott

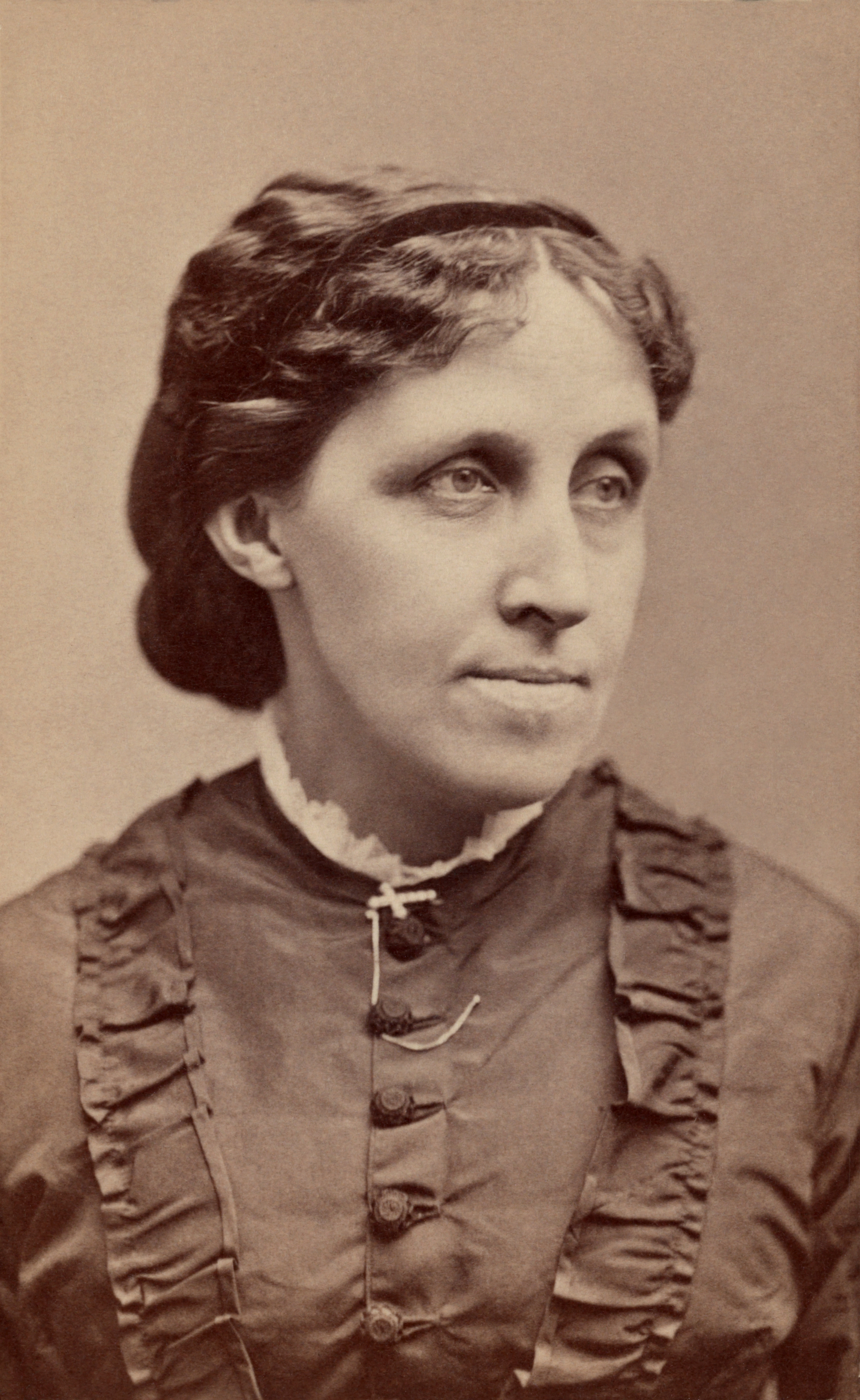
Louisa May Alcott 1870, fotografiert von George Kendall Warren

Louisa May Alcott (* 29. November 1832 in Germantown, Pennsylvania; † 6. März 1888 in Roxbury, Massachusetts) war eine US-amerikanische Schriftstellerin. Weltweit berühmt wurde sie als Autorin der Jugendbuch-Tetralogie Little Women, die auf Kindheitserlebnissen mit ihren drei Schwestern beruht.

## Biographie

### Kindheit und erste Werke
Louisa May Alcotts Eltern waren Abigail May Alcott, eine Vorreiterin der sozialen Arbeit, und Amos Bronson Alcott, Pädagoge und bekennender Transzendentalist. Louisa wurde 1832 als zweite der vier Töchter des Paares in Germantown geboren. 1834 zogen die Alcotts nach Boston, wo Elizabeth Sewall Alcott, die dritte Tochter der Familie, zur Welt kam. Amos Bronson half dort die experimentelle Temple School zu gründen und trat mit Ralph Waldo Emerson und Henry David Thoreau dem Transcendental Club bei.
Seit frühster Kindheit lebte Louisa Alcott in Armut, einerseits, weil das der antimaterialistischen Einstellung ihres Vaters entsprach, aber auch, weil er nicht mit Geld umgehen konnte. Als Konsequenz des Misserfolges seines Schulmodells musste die Familie 1840 erneut umziehen, diesmal nach Concord, Massachusetts. 1843 kam die Familie für kurze Zeit in Fruitlands, einer transzendentalen Einrichtung unter. Nach einer weiteren Station in gemieteten Räumen erstanden die Alcotts schließlich vom Erbe der Mutter und mit Emersons Unterstützung, der ein guter Freund der Familie wurde, ein Haus in Concord.
Amos Alcott unterrichtete seine Töchter zu Hause, doch lernten die Kinder viel durch die zahlreichen Freunde der Familie wie Emerson, in dessen Bibliothek sie stöbern durften, und Thoreau, mit dem sie die Natur in ihrer Umgebung erkundeten, sowie Nathaniel Hawthorne und Margaret Fuller. Die Erfahrungen der Fruitlands-Zeit hat Louisa in Transcendental Wild Oats, veröffentlicht in Silver Pitchers, 1876, festgehalten.
Schon früh entwickelte Louisa eine Leidenschaft fürs Schreiben. Ihre Fantasie setzte sie regelmäßig in melodramatische Theaterstücke um, die sie und ihre Schwestern für Freunde aufführten. Louisa selbst spielte vor allem gerne die wilden Rollen – Banditen, Bösewichte, Räuber – wie ihre Heldin Jo aus Little Women.
Unzufrieden mit den ärmlichen Lebensumständen ihrer Familie, schwor sich Louisa mit 15 Jahren, reich zu werden. Da die Gesellschaft arbeitssuchenden Frauen nicht viele Möglichkeiten bot, nahm sie jede Stelle an, und arbeitete unter anderem als Lehrerin, Haushälterin und Näherin. Ihre Erfahrungen aus dieser Zeit ließ sie 1873 in die Erzählung Work: A Story of Experience einfließen. Ihre Karriere als Schriftstellerin gründete auf ihrem Willen, ihre Familie finanziell unterstützen zu können. Zu Beginn erschienen Gedichte und Kurzgeschichten in beliebten Magazinen, dann veröffentlichte sie 1854 ihr erstes Buch, Flower Fabels, in dem Märchen für Emersons Tochter Ellen enthalten sind.
1856 war ein Jahr der Veränderung für die Familie. Erst starb Louisas jüngere Schwester Elizabeth, Vorbild für die Figur der Beth in Little Women, an Scharlach, dann heiratete ihre ältere Schwester Anna. Einige Zeit später begann Louisa für The Atlantic Monthly zu schreiben und ging 1862 freiwillig als Krankenschwester im Sezessionskrieg nach Georgetown. Da sie sich dort mit Typhus ansteckte, musste sie ihre Arbeit bereits nach sechs Wochen aufgeben. Die Folgen ihrer Behandlung mit Quecksilber begleiteten sie bis zum Lebensende. Ihre Briefe aus dieser Zeit bildeten die Grundlage für ihr Werk Hospital Sketches, das 1863 veröffentlicht wurde und das Louisa zum ersten Mal einem breiteren Publikum bekannt machte.
Zudem veröffentlichte sie unter dem Pseudonym A. M. Barnard verschiedene Schauer- und Gruselromane wie zum Beispiel A Long Fatal Love Chase oder Pauline’s Passion and Punishment. Auch diese Seite von Louisa findet sich in Jo aus Little Women wieder.
Wie ihre Mutter begann sie sich für Frauenrechte und das Frauenwahlrecht einzusetzen und engagierte sich für die Abschaffung der Sklaverei.

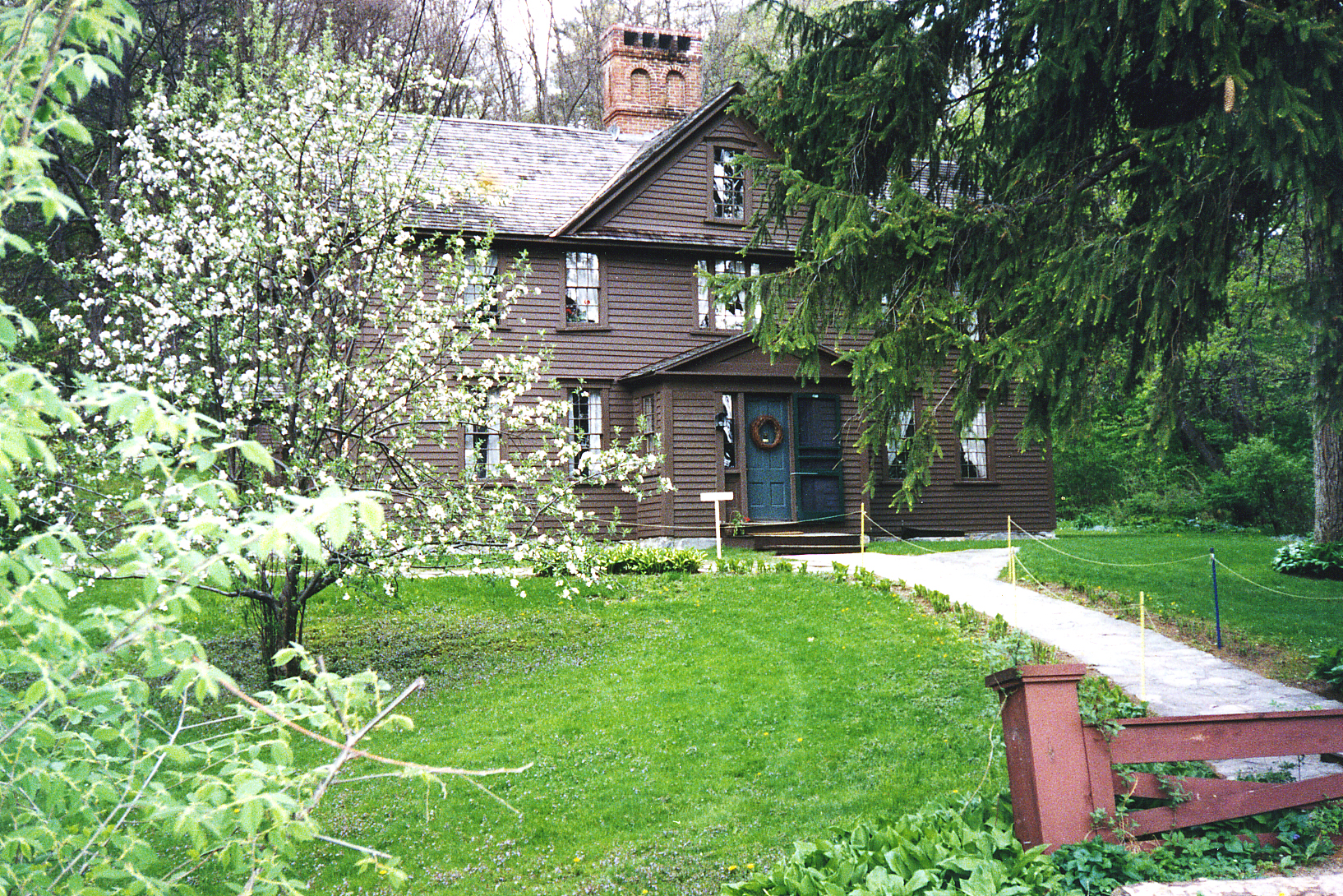
Wohnhaus der Schriftstellerin in Concord (Mass.)

### Literarischer Erfolg

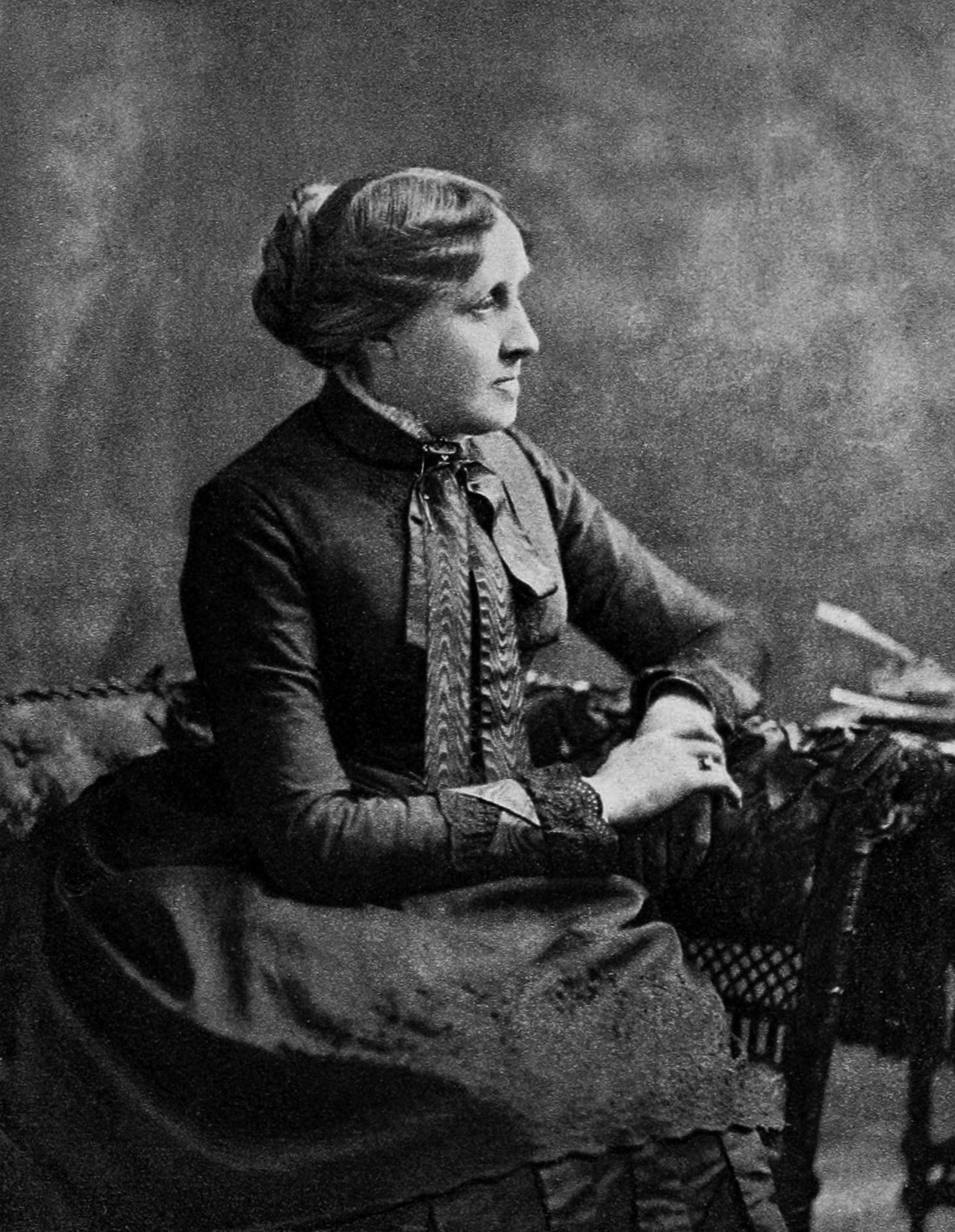
Louisa May Alcott

Auf Anregung ihres Herausgebers Thomas Niles veröffentlichte Louisa May Alcott im Jahr 1868 den ersten Band von Little Women, womit ihr der große Durchbruch gelang. Der Roman basiert auf Erlebnissen mit ihren Schwestern während ihrer Kindheit in Concord. 1869 folgte Good Wives, der zweite Roman über die Mädchen der Familie March. Im Laufe der Jahre wurde die March-Familiensaga durch Little Men und Jo's Boys ergänzt. Little Men basiert auf den Erlebnissen mit ihren Neffen, die mit ihr im Orchard House in Concord wohnten. Auch ihre weiteren Romane und Erzählungen folgten dem Stil von Little Women und fanden weithin großen Anklang.
1877 starb Louisas Mutter Abigail, ein Jahr später heiratete ihre jüngste Schwester May. Mays Tochter Louisa „Lulu“ May lebte seit dem Tod ihrer Mutter 1879 bei Louisa May Alcott in Boston, wo diese unter anderem Jo’s Boys, Lulu’s Library und A Garland for Girls verfasste. Zusammen mit Elizabeth Drew Stoddard, Rebecca Harding Davis und Anne Moncure Crane war sie zur Zeit des Gilded Age Mitglied in einer Gruppe von Autorinnen, die sich für die Rechte von Frauen einsetzten. Auch ließ sie sich als erste Frau in Concord als Wählerin registrieren.
Trotz ihres sich verschlechternden Gesundheitszustandes, hervorgerufen durch die Quecksilbervergiftung, hörte sie nie auf zu schreiben. Zwei Tage nachdem sie ihren Vater auf seinem Totenbett besucht hatte, starb sie selbst am 6. März 1888 an einem Schlaganfall im Alter von 55 Jahren.

## Werke
Die Little-Women-Bücher, in denen Alcott über das Leben der Schwestern Jo, Beth, Meg und Amy March schrieb, gehören zu den erfolgreichsten Jugendbüchern der englischsprachigen Literatur. Sie wurden in 27 Sprachen übersetzt und bis heute ununterbrochen neu aufgelegt. Little Women (deutscher Titel: Betty und ihre Schwestern) war im englischsprachigen Raum die bisher erste Literatur für heranwachsende Mädchen. Alcott glorifiziert in diesen Büchern zwar das Familienleben und die „weiblichen Wünsche“ nach Ehemann und Familie, gleichzeitig schaffte sie es jedoch, ihre eigene, eher liberale Einstellung und den Wunsch nach Unabhängigkeit zu vermitteln. Im letzten Band der Tetralogie, Jo’s Boys, vertritt sie explizit die Möglichkeit für Frauen, nicht zu heiraten und dauerhaft einer Berufstätigkeit nachzugehen, was für das 19. Jahrhundert ziemlich ungewöhnlich war.
Neben ihren Kinderbüchern schrieb Alcott auch Unterhaltungsromane für Erwachsene und Lyrik. In Zeitungsartikeln und Essays stellte sie die Situation der Frauen in den Vereinigten Staaten des 19. Jahrhunderts unverfälscht und objektiv dar und kritisierte nicht nur die Einstellungen, sondern auch die Sexualmoral der damaligen Zeit.

## Rezeption
Sebastian Guhr beschreibt in seinem Roman Mr. Lincoln & Mr. Thoreau das Verhältnis der jungen Louisa May Alcott zu ihrem Lehrer Henry David Thoreau.

## Bibliographie
- 1849 – The Inheritance (1997 erstmals veröffentlicht)

Das Erbe (1999)
- 1855 – Flower Fables, Erzählungen
- 1863 – Hospital Sketches, Erzählungen und Essays aus der Zeit, als Alcott als Krankenschwester arbeitete
- 1864 – The Rose Family: A Fairy Tale, Erzählung
- 1865 – Moods, Roman
- 1866 – A Long Fatal Love Chase (1995 erstmals veröffentlicht)

Die Gefangene von Valrosa (1996)
- 1867 – Morning-Glories and Other Stories, Kurzgeschichten
- 1867 – The Mysterious Key and What It Opened, Erzählung
- 1868 – Three Proverb Stories („Kitty's Class Day“, „Aunt Kipp,“ und „Psyche's Art“), Erzählungen
- 1868, 1869 – Little Women, Good Wives (Little Women I & II)
  - Junge Menschen (1. Band. Die Töchter der Frau March, 2. Band Paradies Plumfield) / Band 1 Betty und ihre Schwestern = eine glückliche Zeit / Band 2 Jahre der Erfüllung
  - Little women. Beth und ihre Schwestern. Aus dem Englischen übersetzt von Monika Baark. Reclam, Ditzingen 2021, ISBN 978-3-15-011357-8

- 1869 – Lost in a Pyramid, or the Mummy's Curse

Der Mumienfluch. In: Michael Schmidt, Matthias Käther (Hrsg.): Fantastic Pulp 1 (2020)
- 1870 – An Old Fashioned Girl, Roman

Ein Mädchen aus der alten Schule (1872) / Ein bezauberndes Mädchen
- 1871 – Little Men: Life at Plumfield with Jo's Boys, (Little Women III)

Kleines Volk, Das Leben in Plumfield / Paradies Plumfield
- 1872–1882 – Aunt Jo’s Scrap-Bag
- 1873 – Work: A Story of Experience, Erzählung
- 1875 – Beginning Again, Being a Continuation of Work, Erzählung
- 1875 – Eight Cousins; or, The Aunt-Hill, Erzählung

Die Tantenburg oder Sieben Vettern und eine Base (1966)
- 1876 – Silver Pitchers, and Independence: A Centennial Love Story, Kurzgeschichten
- 1876 – Rose in Bloom: A Sequel to „Eight Cousins“, Erzählung
- 1877 – A Modern Mephistopheles
- 1877 – Under the Lilacs

Unter Dem Fliederbusch
- 1880 – Jack and Jill: A Village Story

Glück im Frühling (Jack and Jill) (1970) / Wildes Mädchen – gute Freunde (1980)
- 1886 – Jo’s Boys and How They Turned Out: A Sequel to „Little Men“, (Little Women IV)

Aus der Knabenwelt
- 1886–1889 – Lulu’s Library, 1886-1889 Tales
- 1888 – A Garland for Girls
- 1893 – Comic Tragedies Written by „Jo“ and „Meg“ and Acted by the „Little Women“
- 1968 – Glimpses of Louisa: A Centennial Sampling of the Best Short Stories
- 1975 (postum) – Louisa’s Wonder Book: An Unknown Alcott Juvenile
- 1975 (postum) – Behind a Mask: The Unknown Thrillers

Hinter einer Maske
- 1976 (postum) – Plots and Counterplots: More Unknown Thrillers

### Weitere Titel deutscher Ausgaben
- Little Women I&II: Kleine Frauen (oder Meg, Jo, Beth und Amy) (1876) / Aus der Mädchenwelt (1910/1920) / Betty und ihre Schwestern (1959) / Junge Menschen: 1. Band: Die Töchter der Frau March (1947) / Vier Schwestern (1948, ohne Good Wives) / Eine glückliche Zeit (1960) / Teenager wachsen heran (1970, nur Good Wives) / Die vier Töchter des Dr. March (1980, ohne Good Wives)
- Little Women III: Kleine Männer – Leben in Plumfield (1876) / Aus der Kleinmännerwelt (1881) / Aus der Knabenwelt (1912) / Kleines Volk – Das Leben in Plumfield (1947) / Junge Menschen: 2. Band: Paradies Plumfield (1949)

## Verfilmungen
- Vier Schwestern (1933), Regie: George Cukor
- Kleine tapfere Jo (1949), Regie: Mervyn LeRoy
- Little Women (1978), Regie: David Lowell Rich
- Eine fröhliche Familie / Ai no wakakusa monogatari (1987), Anime-Serie
- Missis Jo und ihre fröhliche Familie / Wakakusa monogatari: Nan to Jō-sensei (1993), Anime-Serie
- Betty und ihre Schwestern (1994), Regie: Gillian Armstrong
- Little Women (2019), Regie: Greta Gerwig